# Castle Hill (Massachusetts)
Castle Hill est une maison et domaine historique près de la ville de Ipswich (Massachusetts). La maison, dessinée par l'architect David Adler, est élevée entre 1925 et 1927 pour le millionaire Richard T. Crane. Elle est « un exemple prééminent de la ‹ maison de campagne › americaine ».
Aujourd-hui le domaine comprend 165 acres (67 hectares) de terre sur le côté Atlantique de Massachusetts. Il fait partie d'une plus grande réserve naturelle, le Richard T. Crane Réserve Commémorative. Combinée avec le Refuge Faunique de Cornelius et Miné S. Crane, la réserve naturelle comprend 2100 acres (850 hectares).
Castle Hill est un exemple très significatif d'une maison et domaine de la « Country Place Era » du début du XXe siècle, quand les riches cherchaient des retraites de campagne hors des villes industrialisées. Selon la candidature pour le statut de National Historic Landmark, « quoique bien d'autres domaines étaient développés pendant l'époque même, il y en a peu qui ont atteint la taille et la diversité du domaine Crane. Il y en a moins encore qui ont survécu ou la démolition ou la modification sévère bien que leurs paysages environnants étaient subdivisés et leurs dépendances mises à des usages nouveaux ».

## Histoire

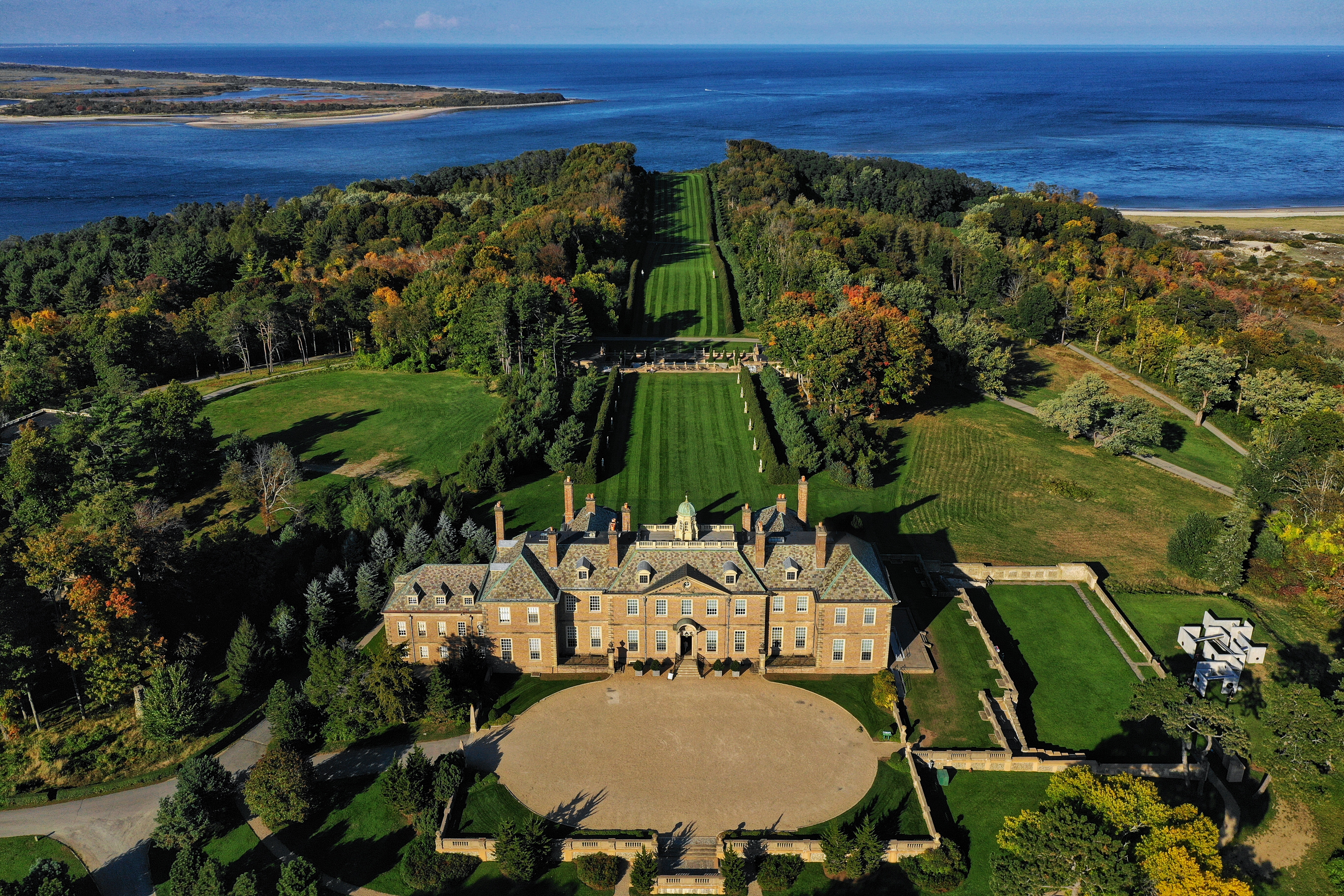
Perspective aérienne de la maison et du domaine.

L'endroit aujourd'hui connu comme Castle Hill était inhabité par les Nord-Amérindiens, qui l'appelait « Agawam », ou « le lieu au-delà des marais ». Les premiers européens sont accordés des droits de terre en 1623 et John Winthrop et d'autres commencent à coloniser la terre au nord du fleuve Ipswich. En 1637 Winthrop est accordé les droits de ‹ la langue de terre sur laquelle la grande colline se dresse, qui est connue sous le nom de Castle Hill, étendant sur l'autre côté du fleuve vers la mer ›.

Richard T. Crane, qui fait construire Castle Hill

Richard Crane est le propriétaire millionnaire d'un compagnie de plomberie, Crane Co. de Chicago, qui fleurit entre la Première Guerre mondiale et le Grande Dépression. Il commence à acquérir la terre environnée dès 1907 et achète Castle Hill en 1910. Éventuellement il y possède 3500 acres de terre.
Sur la colline de « Castle Hill » il fait élever une maison sous le style de la Renaissance Italienne executée par Shepley, Rutan et Coolidge de Boston . Crane aussi entreprend des modifications significatives à la colline, où il faut enlever le pic et créer une terrasse. Ce travail est entrepris par les frères Olmsted.
Il y a vingt et un dépendences de la maison, la plupart desquels datent de l'époque de la première maison. La raison exacte pour demolir la première maison est inconnue, mais Madame Florence Crane est supposeé de ne l'avoir pas aimée et son mari lui avait promis que si après dix ans elle ne l'aimait pas encore, il en ferait construire une nouvelle.
En 1925, il commande l'architecte David Adler d'exécuter une nouvelle maison pour remplacer la première sur la colline. La nouvelle maison est modelée d'après les maisons anglaises du XVIIe siècle à la manière de Christopher Wren. Elle est influencée par de telles maisons comme Belton House, Ham House, et Eagle House, les deux premières en particulier,. Elle est faite de brique rose de Holland avec des garnitures de grès.
Madame Crane lègue la propriété à l'organisation Les Fiduciaires des Réserves en 1949. La famille habite la maison jusqu'en 1974. Le domaine devient une National Historic Landmark en 1998. Aujourd-hui il sert d'un lieu pour des mariages, des concerts, des événements locaux, et des tours.

## Description

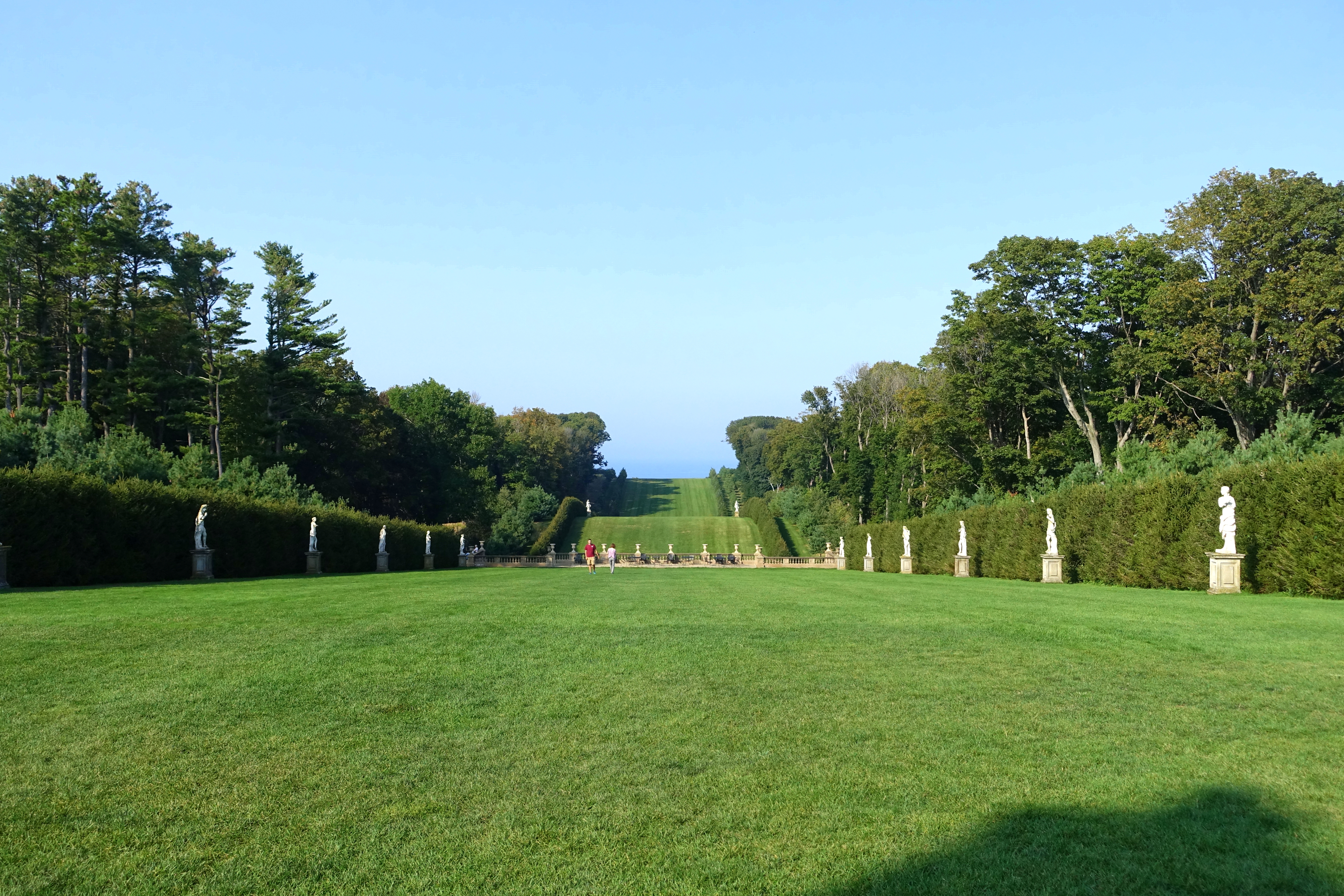
La Grande Allée de Castle Hill.

### Maison
L'intérieur de la maison, à laquelle sont 59 pièces, s'arrange autour d'une grande galerie qui donne sur la terrasse de la face arrière. Elle s'étend le largeur du bloc principal - 19 m de long - bien que les plafonds aient 5 m de hauteur.
La bibliothèque est lambrissée de boiseries provenant de Cassiobury Park en Hertfordshire. Il y a aussi une tablette de cheminée de la même maison sculptée par Grinling Gibbons. Sur la terrasse arrière sont deux sculptures de griffons par le sculpteur Paul Manship, l'artiste qui a créé la statue de Prométhée à Rockefeller Center.

#### Parc et jardins
Le domaine de Castle Hill est borné au nord par la baie d'Ipswich, à l'ouest par la fleuve Ipswich, au sud par le ruisseau Fox, et à l'est par la plage Crane et « Castle Neck ».

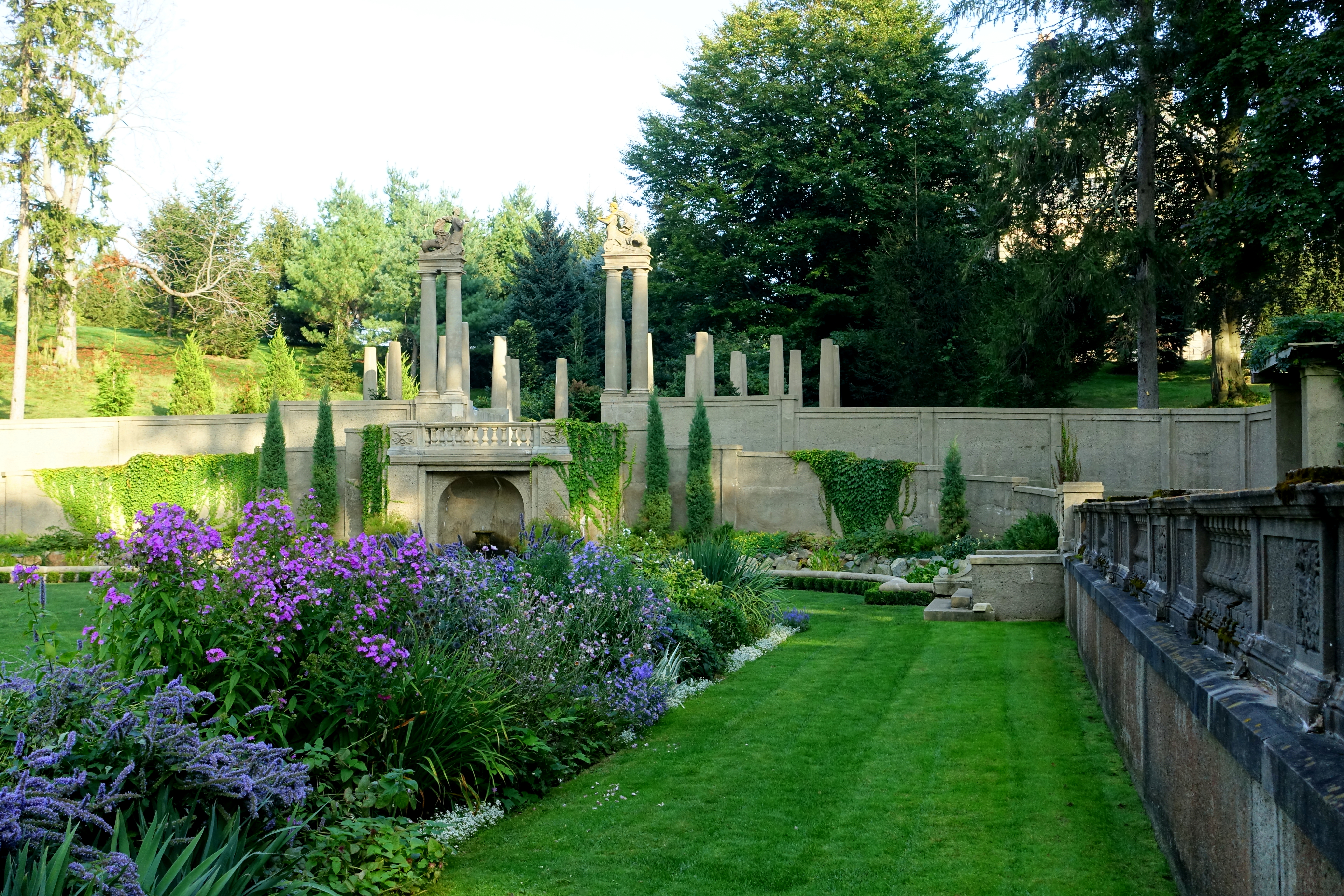
Le jardin formel.

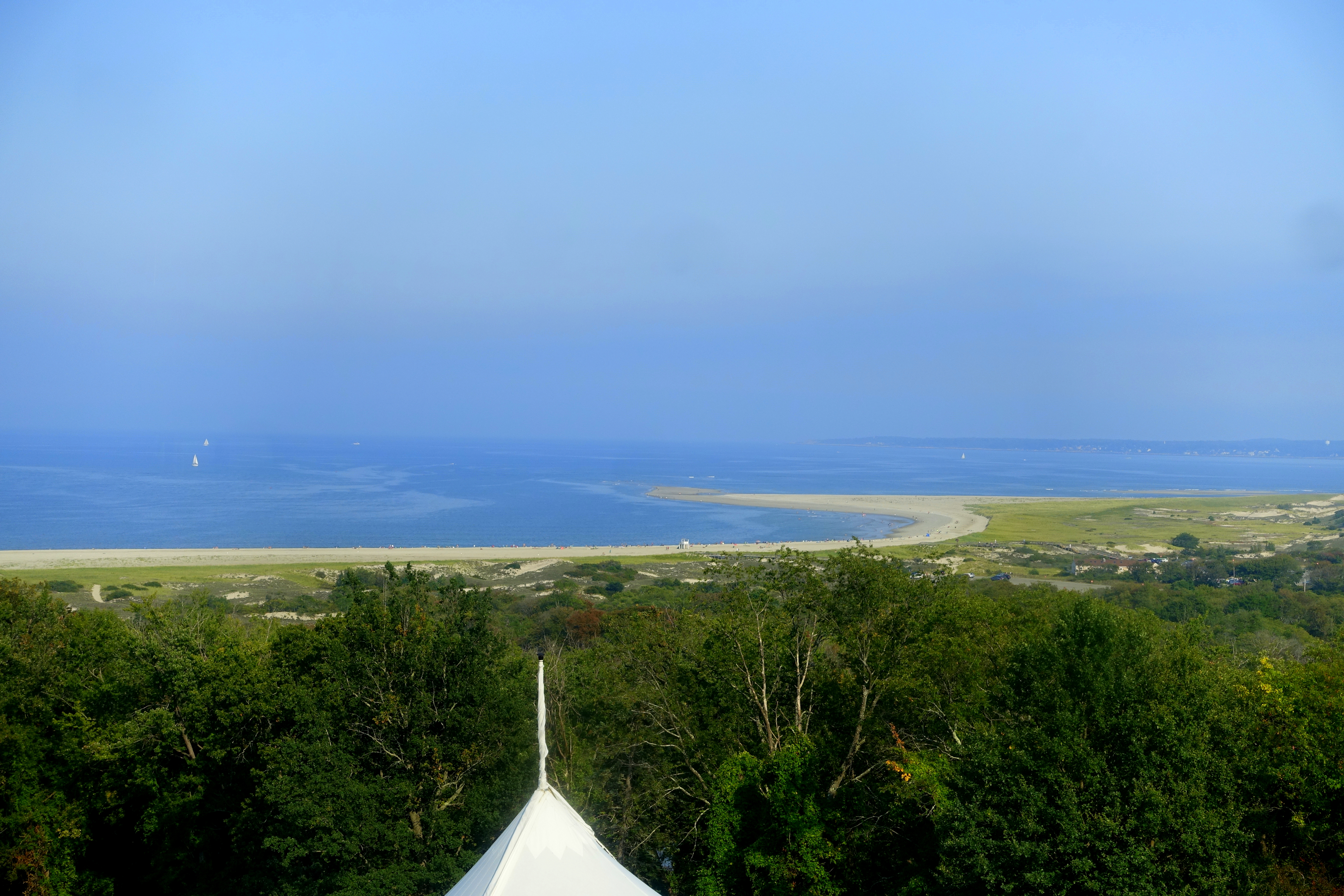
La plage Crane du haut de la maison.

La plus renommée partie des jardins est le « Mall », aussi connue comme la « Grande Allée », qui s'étend environ .80 kilomètres du côté nord de la maison à la mer en collines vallonnées. L'allée « est unique dans l'aménagement paysager américain ». Elle est une copie presque exacte de l'allée des Cyprès au Jardin de Boboli à Florence. Elle était dessinée par Arthur Shurcliff et créée entre 1913 et 1915. Elle a 160 pieds de largeur, encadrée de murs d'épinette de Norvège jusqu'à Middle Hill et puis par des genévriers pour le reste de l'étendue jusqu'à la mer. En 2012, les Fiduciaires achèvent une restauration complète de la grande allée, qui nécessite l'enlèvement de 700 arbres recouverts, la restauration des statues qui bordent l'allée, et la restauration d'une citerne pour recueillir l'eau de pluie.
Sur l'allée, environ un tiers de la distance entre la maison et la mer, est un groupe de bâtiments de plaisir connue comme le Casino. Un mur de soutènement est situé contre le côté sud de la colline ; ainsi les bâtiments ne peuvent guère être vus que de la maison. Contre le mur il y a une loggia contenant des vestiaires, puisqu'il y avait originellement une piscine sur le cour au-devant. Le mur est flanqué par deux escaliers. Au côté de l'ouest est un salle de bal / salle de billards, et à l'est « les quartiers de célibataire », une petite maison de quatre chambres,.

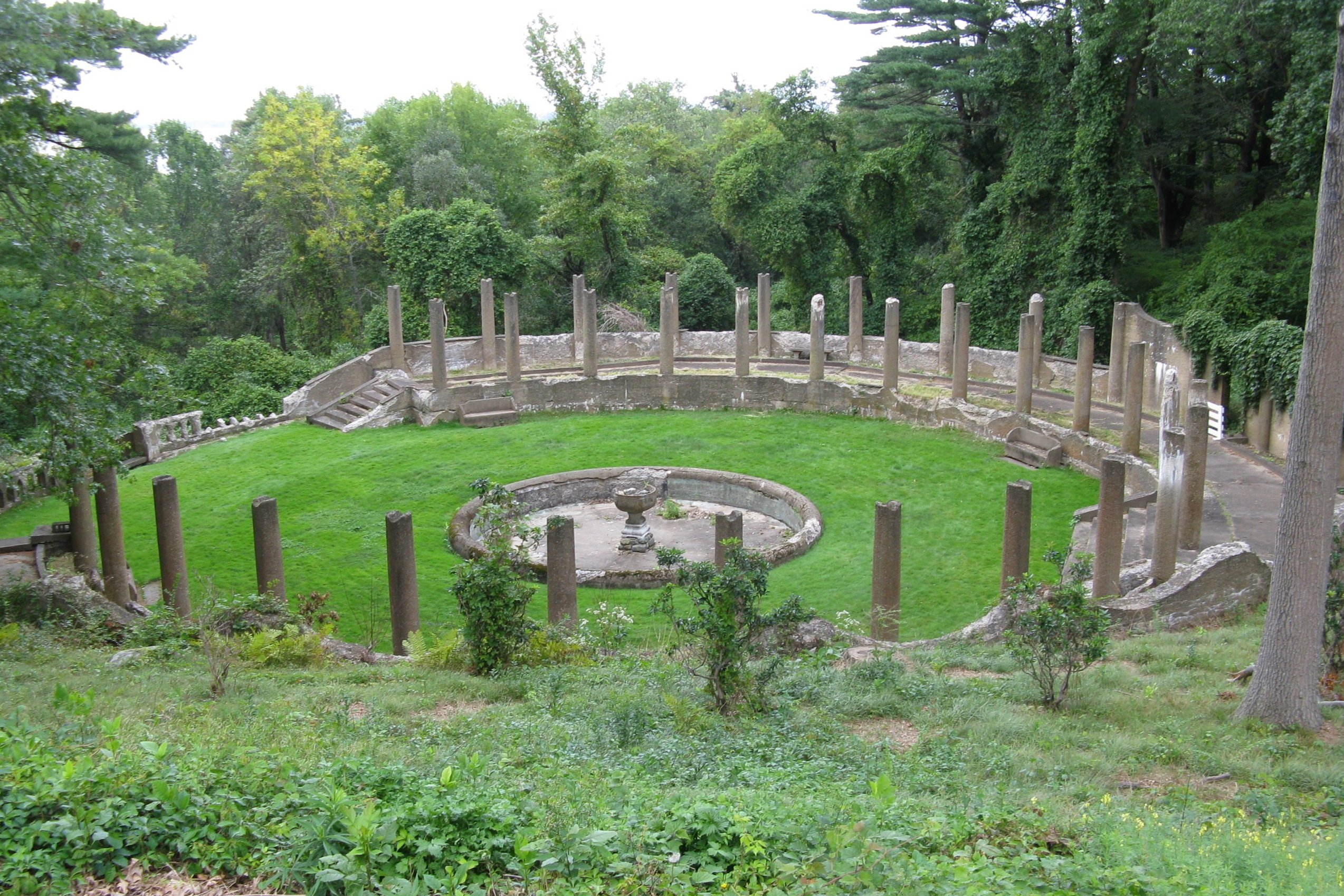
Le jardin des rosiers

À l'ouest de la maison est le jardin formel, le seul dessiné par les frères Olmsted. Sur le côté de l'ouest de ce jardin étaient élevées deux maisons de thé liées par une pergola. Il y a aussi un circulaire jardin de rosiers, créé entre 1913 et 1914, qui est entouré par une promenade semi-circulaire jadis couverte d'une pergola. L'entretien de ce jardin-ci était très exigeant et la pergola est tombée en ruine.
Il y avait aussi une labyrinthe créée en 1920 au nord-est de la maison. Elle était formée d'arborvitae et modelée d'après celle de Cedar Hill, une maison à Waltham (Massachusetts). Comme le jardin de rosiers, la labyrinthe exigeait beaucoup d'entretien et elle était démontée à une date incertaine. À l'est de la maison sur une terrasse inférieure était un court de tennis, formé en 1911. Plus tard, quand un cour d'herbe n'est plus à la mode, la famille en a fait construit un nouveau d'argile au-dessous du Casino.

## Lieu de tournage
Castle Hill a servi d'un lieu de tournage à plusieurs films. Il apparaît dans le film Les Sorcières d'Eastwick (1987) comme le « Lenox Mansion » et aussi dans le film de la même année Flowers in the Attic, comme « Foxworth Hall ». Le domaine est aussi utilisé dans Les Filles du docteur March (2018) pour les scènes à Paris et dans la comédie Hanté par ses ex (2009).